# گایونگکی
گایونگکی (به لهستانی:  Gajewniki) یک روستا در لهستان است که در گمینا زدونگسکا وولا واقع شده‌است.